# 鍾枝萌
鍾枝萌（1956年11月9日—）是臺灣籃球教練、前運動員。

## 生平
鍾枝萌在國中二年級下學期時被竹北國中籃球教練趙致源招募而轉學至竹北國中，國中畢業後原先就讀中興中學，後加入東方中學，大學進入國立臺灣師範大學體育系。鍾枝萌主打中鋒位置，18歲起效力於臺銀男籃，1982年9月入伍加入飛駝男籃，1984年6月20日退伍，同年7月11日與建弘男籃完成簽約。1988年以兼球員身分接掌泰瑞男籃兵符。1989年下半年褪下球衣專心執教。1993年4月鍾枝萌辭去新瑞男籃教頭職務，到澳洲找他的哥哥。
鍾枝萌育有鍾秀鼎與鍾秀鼐兩子。